# Szürke légykapótirannusz
A szürke légykapótirannusz (keleti légykapótirannusz, Sayornis phoebe) a madarak (Aves) osztályának a verébalakúak (Passeriformes) rendjébe és a királygébicsfélék (Tyrannidae) családjába tartozó faj.
A fajt John Latham angol ornitológus írta le 1790-ben, a Muscicapa nembe  Muscicapa Phoebe néven, innen helyezték jelenlegi nemébe.

## Előfordulása
Kanada és az Amerikai Egyesült Államok területén költ. Telelni Közép-Amerikáig vonul. Természetes élőhelyei a tűlevelű erdők, mérsékelt övi erdők, szubtrópusi vagy trópusi lombhullató erdők és cserjések. Vonuló faj.

## Megjelenése
A hím testhossza 12,4–16,8 centiméter, a testtömege 19,7 gramm, a tojóé 14,2–16,5 centiméter, 16,9 gramm.

## Életmódja
Főként repülő rovarokkal táplálkozik, de alkalmanként gyümölcsöt is fogyaszt.

### Szaporodása
Fészekalja 3-8 tojásból áll.
|  |

## Természetvédelmi helyzete
Elterjedési területe rendkívül nagy, egyedszáma nő. A Természetvédelmi Világszövetség Vörös listáján nem veszélyeztetett fajként szerepel.